# Чемпіонат світу з футболу 2014 (кваліфікаційний раунд, УЄФА, група C)
Кваліфікаційний раунд чемпіонату світу з футболу 2014 в зоні УЄФА у Групі C визначив учасника ЧС-2014 у Бразилії від УЄФА. Ним стала збірна Німеччини, збірна Швеції вийшла до стадії плей-оф кваліфікаційного турніру.

## Турнірна таблиця
| М  | Команда           | І  | В | Н | П | МЗ | МП | РМ  | О  |
| -- | ----------------- | -- | - | - | - | -- | -- | --- | -- |
| 1. | Німеччина         | 10 | 9 | 1 | 0 | 36 | 10 | +26 | 28 |
| 2. | Швеція            | 10 | 6 | 2 | 2 | 19 | 14 | +5  | 20 |
| 3. | Австрія           | 10 | 5 | 2 | 3 | 20 | 10 | +10 | 17 |
| 4. | Ірландія          | 10 | 4 | 2 | 4 | 16 | 17 | −1  | 14 |
| 5. | Казахстан         | 10 | 1 | 2 | 7 | 6  | 21 | −15 | 5  |
| 6. | Фарерські острови | 10 | 0 | 1 | 9 | 4  | 29 | −25 | 1  |

## Результати
Розклад матчів був узгоджений у Франкфурті, Німеччина 17 і 18 листопада 2011. Розклад не був погоджений ФІФА і нова зустріч була призначена на 5 грудня 2011 року, де були прийняті нові дати матчів між збірними Австрії та Фарерськими Островами.
| 7 вересня 2012 22:00 UTC+6 |

| Казахстан       | 1 – 2           | Ірландія                |
| --------------- | --------------- | ----------------------- |
| Нурдаулетов 37' | Протокол(англ.) | Кін 89' (пен.) Дойл 90' |

| Астана Арена, Астана Глядачів: 12 384 Арбітр: Маріус Аврам (Румунія) |

| 7 вересня 2012 20:45 UTC+2 |

| Німеччина               | 3 – 0           | Фарерські острови |
| ----------------------- | --------------- | ----------------- |
| Гетце 28' Езіл 54', 72' | Протокол(англ.) |                   |

| АВД-Арена, Гановер Глядачів: 32 769 Арбітр: Роберт Медден (Шотландія) |

| 11 вересня 2012 20:30 UTC+2 |

| Австрія      | 1 – 2           | Німеччина                |
| ------------ | --------------- | ------------------------ |
| Юнузович 57' | Протокол(англ.) | Ройс 44' Езіл 52' (пен.) |

| Ернст-Гаппель-Штадіон, Відень Глядачів: 47 000 Арбітр: Бйорн Кейперс (Нідерланди) |

| 11 вересня 2012 20:30 UTC+2 |

| Швеція              | 2 – 0           | Казахстан |
| ------------------- | --------------- | --------- |
| Ельм 37' Берг 90+4' | Протокол(англ.) |           |

| Шведбанк, Мальме Глядачів: 20 414 Арбітр: Сергій Бойко (Україна) |

| 12 жовтня 2012 22:00 UTC+6 |

| Казахстан | 0 – 0           | Австрія |
| --------- | --------------- | ------- |
|           | Протокол(англ.) |         |

| Астана Арена, Астана Глядачів: 12 900 Арбітр: Тамаш Богнар (Угорщина) |

| 12 жовтня 2012 UTC+1 |

| Фарерські острови | 1 – 2           | Швеція                         |
| ----------------- | --------------- | ------------------------------ |
| Балдвінссон 57'   | Протокол(англ.) | Качаниклич 65' Ібрагімович 75' |

| Торсволлюр, Торсгавн Глядачів: 5 079 Арбітр: Анастасіос Сідіропулос (Греція) |

| 12 жовтня 2012 19:45 UTC+1 |

| Ірландія   | 1 – 6           | Німеччина                                              |
| ---------- | --------------- | ------------------------------------------------------ |
| Кіог 90+2' | Протокол(англ.) | Ройс 32', 40' Езіл 55' (пен.) Клозе 58' Кроос 61', 83' |

| Авіва-Стедіум, Дублін Глядачів: 49 850 Арбітр: Нікола Ріццолі (Італія) |

| 16 жовтня 2012 |

| Фарерські острови | 1 – 4           | Ірландія                                            |
| ----------------- | --------------- | --------------------------------------------------- |
| А. Гансен 69'     | Протокол(англ.) | Вілсон 46' Волтерс 53' Юстінуссен 73' (аг) О'Ді 88' |

| Торсволлюр, Торсгавн Глядачів: 4 300 Арбітр: Лоренц Єміні (Албанія) |

| 16 жовтня 2012 20:35 UTC+2 |

| Австрія                              | 4 – 0           | Казахстан |
| ------------------------------------ | --------------- | --------- |
| Янко 24', 63' Алаба 71' Гарнік 90+3' | Протокол(англ.) |           |

| Ернст-Гаппель-Штадіон, Відень Глядачів: 43 000 Арбітр: Якоб Кеглет (Данія) |

| 16 жовтня 2012 20:45 UTC+1 |

| Німеччина                             | 4 – 4           | Швеція                                              |
| ------------------------------------- | --------------- | --------------------------------------------------- |
| Клозе 8', 15' Мертезакер 39' Езіл 56' | Протокол(англ.) | Ібрагімович 62' Лустіг 65' Ельмандер 76' Ельм 90+3' |

| Олімпійський, Берлін Глядачів: 72 369 Арбітр: Педру Проенса (Португалія) |

| 22 березня 2013 UTC+6 |

| Казахстан | 0 – 3           | Німеччина                             |
| --------- | --------------- | ------------------------------------- |
|           | Протокол(англ.) | Швайнштайгер 20' Гетце 22' Мюллер 74' |

| Астана Арена, Астана Глядачів: 30 000 Арбітр: Анастассіос Какос (Греція) |

| 22 березня 2013 20:30 UTC+1 |

| Австрія                                                      | 6 – 0           | Фарерські острови |
| ------------------------------------------------------------ | --------------- | ----------------- |
| Госінер 8', 20' Іваншиц 28' Юнузович 77' Алаба 78' Гаріч 82' | Протокол(англ.) |                   |

| Ернст-Гаппель-Штадіон, Відень Глядачів: 24 200 Арбітр: Олександр Дердо (Україна) |

| 22 березня 2013 20:45 UTC+1 |

| Швеція | 0 – 0           | Ірландія |
| ------ | --------------- | -------- |
|        | Протокол(англ.) |          |

| Френдс Арена, Сольна Глядачів: 49 436 Арбітр: Альберто Ундіано Мальєнко (Іспанія) |

| 26 березня 2013 20:45 UTC+1 |

| Німеччина                            | 4 – 1           | Казахстан     |
| ------------------------------------ | --------------- | ------------- |
| Ройс 23', 90' Гетце 27' Гюндоган 32' | Протокол(англ.) | Шмідтгаль 46' |

| Франкенштадіон, Нюрнберг Арбітр: Халіс Озках'я (Туреччина) |

| 26 березня 2013 19:45 UTC±0 |

| Ірландія                  | 2 – 2           | Австрія                |
| ------------------------- | --------------- | ---------------------- |
| Волтерс 25' (пен.), 45+1' | Протокол(англ.) | Гарнік 11' Алаба 90+2' |

| Авіва Стедіум, Дублін Арбітр: Марійо Страхоня (Хорватія) |

| 7 червня 2013 20:45 UTC+2 |

| Австрія                   | 2 – 1           | Швеція       |
| ------------------------- | --------------- | ------------ |
| Алаба 26' (пен.) Янко 32' | Протокол(англ.) | Елмандер 82' |

| Ернст-Гаппель-Штадіон, Відень Арбітр: Джанлука Роккі (Італія) |

| 7 червня 2013 19:45 UTC+1 |

| Ірландія         | 3 – 0           | Фарерські острови |
| ---------------- | --------------- | ----------------- |
| Кін 5', 56', 81' | Протокол(англ.) |                   |

| Авіва Стедіум, Дублін Арбітр: Маттіас Гестраніус (Фінляндія) |

| 11 червня 2013 19:15 UTC+2 |

| Швеція                      | 2 – 0           | Фарерські острови |
| --------------------------- | --------------- | ----------------- |
| Ібрагімович 35', 82' (пен.) | Протокол(англ.) |                   |

| Френдс Арена, Сольна Арбітр: Ніколай Йорданов (Болгарія) |

| 6 вересня 2013 21:00 UTC+6 |

| Казахстан                             | 2 – 1           | Фарерські острови |
| ------------------------------------- | --------------- | ----------------- |
| Нурдаулетов 50' (пен.) Фінонченко 64' | Протокол(англ.) | Бенджамінсен 23'  |

| Астана Арена, Астана Арбітр: Джонні Казанова (Сан-Марино) |

| 6 вересня 2013 20:45 UTC+2 |

| Німеччина                      | 3 – 0           | Австрія |
| ------------------------------ | --------------- | ------- |
| Клозе 33' Кроос 51' Мюллер 88' | Протокол(англ.) |         |

| Альянц Арена, Мюнхен Глядачів: 68 000 Арбітр: Милорад Мажич (Сербія) |

| 6 вересня 2013 UTC+1 |

| Ірландія | 1 – 2           | Швеція                     |
| -------- | --------------- | -------------------------- |
| Кін 22'  | Протокол(англ.) | Ельмандер 33' Свенссон 57' |

| Авіва Стедіум, Дублін Глядачів: 49 500 Арбітр: Дамир Скомина (Словенія) |

| 10 вересня 2013 22:00 UTC+6 |

| Казахстан | 0 – 1           | Швеція         |
| --------- | --------------- | -------------- |
|           | Протокол(англ.) | Ібрагімович 1' |

| Астана Арена, Астана Глядачів: 20 000 Арбітр: Мирослав Зелінка (Чехія) |

| 10 вересня 2013 20:45 UTC+2 |

| Австрія   | 1 – 0           | Ірландія |
| --------- | --------------- | -------- |
| Алаба 84' | Протокол(англ.) |          |

| Ернст-Гаппель-Штадіон, Відень Глядачів: 48 500 Арбітр: Олегаріу Бенкеренса (Португалія) |

| 10 вересня 2013 19:45 UTC+1 |

| Фарерські острови | 0 – 3           | Німеччина                                 |
| ----------------- | --------------- | ----------------------------------------- |
|                   | Протокол(англ.) | Мертезакер 23' Езіл 74' (пен.) Мюллер 84' |

| Торсволлюр, Торсгавн Глядачів: 4 100 Арбітр: Гедімнас Мажейка (Литва) |

| 11 жовтня 2013 18:00 UTC+1 |

| Фарерські острови | 1 – 1           | Казахстан      |
| ----------------- | --------------- | -------------- |
| Ганссон 41'       | Протокол(англ.) | Фінонченко 55' |

| Торсволлюр, Торсгавн Арбітр: Думітру Мунтян (Молдова) |

| 11 жовтня 2013 20:45 UTC+2 |

| Німеччина                        | 3 – 0           | Ірландія |
| -------------------------------- | --------------- | -------- |
| Хедіра 12' Шюррле 58' Езіл 90+2' | Протокол(англ.) |          |

| Рейн Енергі Штадіон, Кельн Глядачів: 46 237 Арбітр: Серж Гуменни (Бельгія) |

| 11 жовтня 2013 20:45 UTC+2 |

| Швеція                     | 2 – 1           | Австрія    |
| -------------------------- | --------------- | ---------- |
| Олссон 56' Ібрагімович 86' | Протокол(англ.) | Гарнік 29' |

| Френдс Арена, Сольна Глядачів: 49 416 Арбітр: Джюнейт Чакир (Туреччина) |

| 15 жовтня 2013 20:45 UTC+2 |

| Швеція                       | 3 – 5           | Німеччина                               |
| ---------------------------- | --------------- | --------------------------------------- |
| Гисен 6', 69' Качанікліч 42' | Протокол(англ.) | Езіл 45' Гетце 53' Шюррле 57', 66', 76' |

| Френдс Арена, Сольна Арбітр: Вільям Каллам (Шотландія) |

| 15 жовтня 2013 19:45 UTC+1 |

| Фарерські острови | 0 – 3           | Австрія                                 |
| ----------------- | --------------- | --------------------------------------- |
|                   | Протокол(англ.) | Іваншиц 16' Предль 64' Алаба 67' (пен.) |

| Торсволлюр, Торсгавн Арбітр: Ліран Ліані (Ізраїль) |

| 15 жовтня 2013 19:45 UTC+1 |

| Ірландія                               | 3 – 1           | Казахстан |
| -------------------------------------- | --------------- | --------- |
| Кін 17' (пен.) О'Ші 26' Шомко 77' (аг) | Протокол(англ.) | Шомко 13' |

| Авіва Стедіум, Дублін Арбітр: Вадімс Діректоренко (Латвія) |

## Бомбардири
8 голів
| - Месут Езіл |

6 голів
| - Давід Алаба | - Роббі Кін | - Златан Ібрагимович |  |

5 голів
- Марко Ройс

|  |

4 голи
| - Маріо Гетце - Мірослав Клозе | - Томас Мюллер | - Андре Шюррле |  |

3 голи
| - Марко Янко - Мартін Гарнік | - Джонатан Волтерс - Тоні Кроос | - Юган Ельмандер |